# 毛枝连蕊茶
毛枝连蕊茶（学名：Camellia trichoclada）为山茶科山茶属的植物。分布在中国大陆的浙江、福建等地，生长于海拔200米至800米的地区。在台灣南部山區亦有分布紀錄。